# دامبروفکا (شهرستان سووپسک)
دامبروفکا (لهستانی: Dąbrówka؛ ‏[dɔmˈbrufka]) یک روستا در لهستان است که در گمینا دامنگتسا واقع شده‌است. دانبرووکا ۱۴۵ نفر جمعیت دارد.